# Totus tuus

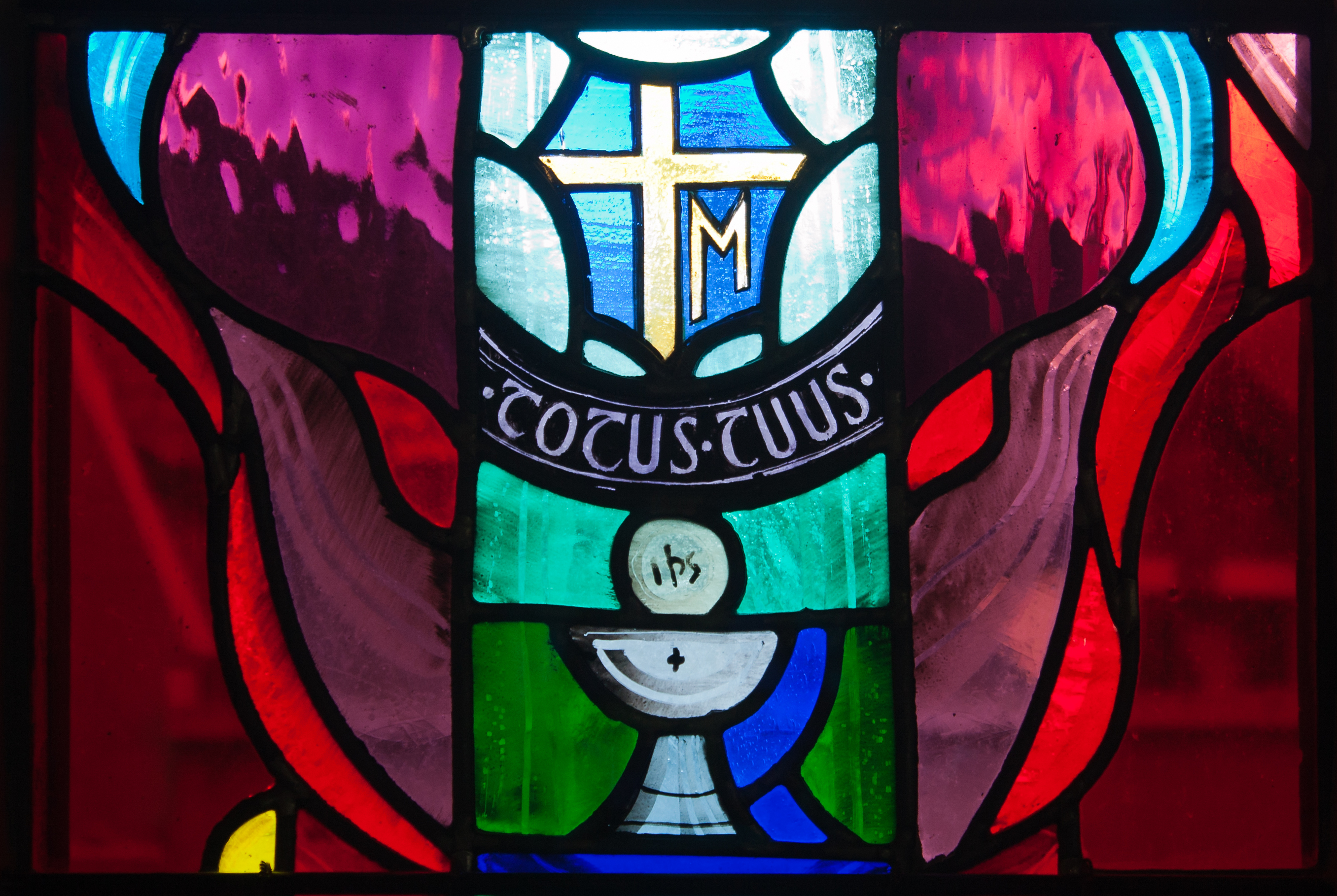
Detail chrámového okna s nápisem „Totus Tuus“ (Church of the Most Holy Rosary, Tullow, Irsko).

Totus tuus je latinské heslo znamenající v překladu celý Tvůj, ve vztahu ke Kristu skrze Pannu Marii. Heslo je fragmentem latinské modlitby k Matce Boží. Toto heslo si vzal za vlastní i sv. Jan Pavel II. jako projev mariánské úcty.
Autorem modlitby je sv. Ludvík z Montfortu, který je ve své knize O pravé mariánské úctě doporučuje jako krátký každodenní způsob obnovení vztahu k Panně Marii, střelnou modlitbu pro ty, kteří vykonali jeho pobožnost sebezasvěcení. Modlitba vyjadřuje úplné a bezpodmínečné odevzdání těla, duše a všech tělesných i duchovních dober Ježíši prostřednictvím Panny Marie, vlastně „nevolnictví lásky“.
Prapůvod této modlitby je ale ještě starší, vychází ze spisu Psalterium Beatissime Mariae Virginis sv. Bonaventury, kde se ve 118. žalmu v poněkud odlišném kontextu nachází slova: „Tuus totus ego sum Domina, salvum me fac.“ – „Jsem celý Tvůj, Paní, zachraň mne.“

## Latinská modlitba
Totus tuus ego sum,

et omnia mea tua sunt,

mi dulcissime Jesu,

per Mariam,

Matrem tuam sanctam.

## Český překlad
Jsem celý Tvůj a všechno,

co mám, je Tvé,

můj milý Ježíši,

skrze Marii,

Tvou svatou Matku.